# ابوالفتح خان جوانشیر
ابوالفتح خان جوانشیر از بزرگان دوره قاجار و پسر کوچک ابراهیم خلیل جوانشیر (خان قره‌باغ) بود.
ابوالفتح خان برخلاف برادرش مهدی‌قلی‌خان جوانشیر که به روسیه وابسته بود، به ایران تمایل داشت و پس از جدایی قفقاز از ایران در پی جنگ‌های ایران و روسیه، در ایران ماندگار شد. دو پسرش عباسقلی معتمدالدوله جوانشیر و محمدابراهیم معتمدالملک جوانشیر در دوران محمدشاه و ناصرالدین‌شاه قاجار به مناصب حکومتی رسیدند.
ابوالفتح خان جوانشیر با تخلص «طوطی» شعر می‌سرود.